# Ćwierćton
Ćwierćton – odległość między dwoma dźwiękami równa połowie półtonu, czyli 1/24 oktawy.

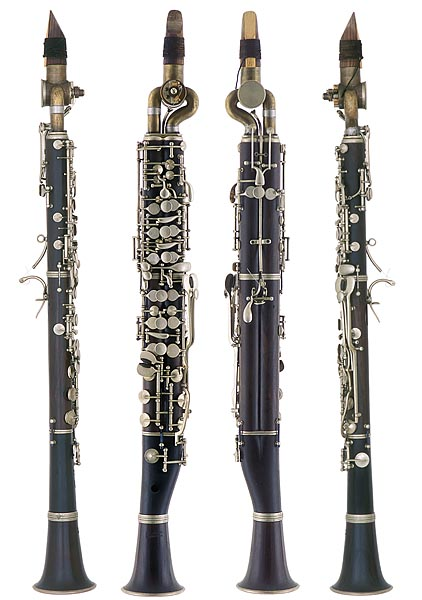
Klarnet ćwierćtonowy

Stosowany w muzyce antycznej Grecji, obecny także w skalach typowych dla muzyki orientalnej. W klasycznej muzyce europejskiej rzadko spotykany, gdzie praktycznie najmniejszym interwałem jest półton. 
Ćwierćton przywrócony został do praktyki muzycznej przez współczesną awangardę. Prekursorem muzyki ćwierćtonowej był Alois Haba. Sporadycznie ćwierćtonów używali także Andrzej Panufnik Kołysanka, Krzysztof Penderecki, Witold Lutosławski oraz Eugène Ysaÿe III sonata na skrzypce solo - Ballada.
Wykonywanie ćwierćtonów nie jest możliwe w stroju temperowanym, gdzie najmniejszą jednostką jest półton, odpowiadający odległości dwóch najbliższych klawiszy na klawiaturze. Wymaga wówczas specjalnych instrumentów. Pierwszy ćwierćtonowy fortepian zbudowano w Czechosłowacji w 1923 roku. Wiele elektrycznych instrumentów muzycznych może być strojonych do ćwierćtonów. Natomiast w naturalny sposób ćwierćtony mogą być wykonane przez instrumenty w stroju naturalnym (smyczkowe, strunowe szarpane, dęte, głos ludzki), gdzie jest możliwość regulowania wysokości dźwięku. Wymaga to jednakże dużej muzykalności. 
Muzyka ćwierćtonowa jest jedną z możliwych odmian muzyki mikrotonowej.